# Naoki Mizunuma
Naoki Mizunuma (Japans: 水沼 尚輝, Mizunuma Naoki) (Moka, 13 december 1996) is een Japanse zwemmer. Hij vertegenwoordigde zijn vaderland op de Olympische Zomerspelen 2020 in Tokio.

## Carrière
Bij zijn internationale debuut, op de wereldkampioenschappen zwemmen 2019 in Gwangju, strandde Mizunuma in de halve finales van de 100 meter vlinderslag en in de series van de 50 meter vlinderslag. Op de 4×100 meter wisselslag eindigde hij samen met Ryosukie Irie, Yasuhiro Koseki en Katsumi Nakamura op de vierde plaats, samen met Natsumi Sakai, Yasuhiro Koseki en Rika Omoto werd hij gediskwalificeerd in de series van de gemengde 4×100 meter wisselslag.
Tijdens de Olympische Zomerspelen van 2020 in Tokio werd de Japanner uitgeschakeld in de halve finales van de 100 meter vlinderslag. Op de 4×100 meter wisselslag eindigde hij samen met Ryosuke Irie, Ryuya Mura en Katsumi Nakamura op de zesde plaats.
Op de wereldkampioenschappen zwemmen 2022 in Boedapest veroverde hij de zilveren medaille op de 100 meter vlinderslag, daarnaast strandde hij in de series van de 50 meter vlinderslag. Samen met Ryosuke Irie, Ryuya Mura en Katsuhiro Matsumoto werd hij uitgeschakeld in de series van de 4×100 meter wisselslag, op de gemengde 4×100 meter wisselslag eindigde hij samen met Ryosuke Irie, Reona Aoki en Rika Omoto op de zevende plaats.

## Internationale toernooien
| Jaar | Olympische Spelen                         | WK langebaan                                                                                 | WK kortebaan                              | PanPacs                                   | Aziatische Spelen                         |
| ---- | ----------------------------------------- | -------------------------------------------------------------------------------------------- | ----------------------------------------- | ----------------------------------------- | ----------------------------------------- |
| 2019 |                                           | 21e 50m vlinderslag 9e 100m vlinderslag 4e 4×100m wisselslag DSQ 4×100m wisselslag gemengd   |                                           |                                           |                                           |
| 2020 | Geen toernooien vanwege de coronapandemie | Geen toernooien vanwege de coronapandemie                                                    | Geen toernooien vanwege de coronapandemie | Geen toernooien vanwege de coronapandemie | Geen toernooien vanwege de coronapandemie |
| 2021 | 10e 100m vlinderslag 6e 4×100m wisselslag |                                                                                              | geen deelname                             |                                           |                                           |
| 2022 |                                           | 20e 50m vlinderslag · 100m vlinderslag · 9e 4×100m wisselslag · 7e 4×100m wisselslag gemengd | 13-18 december                            |                                           |                                           |

## Persoonlijke records
Bijgewerkt tot en met 23 juni 2022
Kortebaan
| Afstand          | Tijd    | Datum           | Plaats    |
| ---------------- | ------- | --------------- | --------- |
| 50m vlinderslag  | 22,81   | 25 oktober 2020 | Boedapest |
| 100m vlinderslag | 49,99   | 5 november 2020 | Boedapest |
| 200m vlinderslag | 1.54,62 | 31 oktober 2020 | Boedapest |

Langebaan
| Afstand          | Tijd  | Datum        | Plaats    |
| ---------------- | ----- | ------------ | --------- |
| 50m vlinderslag  | 23,60 | 18 juni 2022 | Boedapest |
| 100m vlinderslag | 50,81 | 23 juni 2022 | Boedapest |